# Apiocera hamata
Apiocera hamata är en tvåvingeart som beskrevs av Mont A. Cazier 1982. Apiocera hamata ingår i släktet Apiocera och familjen Apioceridae.
Artens utbredningsområde är New Mexico. Inga underarter finns listade i Catalogue of Life.